# Luciano Borsato
Luciano Roberto Borsato (* 7. Januar 1966 in Richmond Hill, Ontario) ist ein ehemaliger italo-kanadischer Eishockeyspieler, der während seiner Karriere unter anderem für die Winnipeg Jets in der National Hockey League sowie die Kölner Haie und Nürnberg Ice Tigers in der Deutschen Eishockey Liga spielte.

## Karriere
Luciano Borsato, der neben der kanadischen auch die italienische Staatsbürgerschaft besitzt, begann seine Karriere im Eishockeyteam der Clarkson University. Während seiner Studienzeit spielte er vier Jahre für die Auswahl in der College-Liga NCAA. Im NHL Entry Draft 1984 wurde er von den Winnipeg Jets an 135. Stelle ausgewählt. Kurz vor Ende der Saison 1987/88 wechselte er in die Organisation der Jets, wurde aber bis 1991 fast ausschließlich im Farmteam Moncton Hawks in der American Hockey League eingesetzt. In der Spielzeit 1988/89 spielte er kurzzeitig für Tappara Tampere in der finnischen SM-liiga. 1990/91 spielte er zum ersten Mal für die Jets in der National Hockey League. Aber erst in den Folgejahren etablierte sich der rechts schießende Mittelstürmer in der höchsten nordamerikanischen Spielklasse. Bis 1995 spielte er insgesamt 210 Mal für Winnipeg und erzielte dabei 91 Scorerpunkte.
Zur Saison 1995/96 wechselte er zum zweiten Mal nach Europa und schloss sich den Kölner Haien an, für die er drei Jahre lang in der Deutschen Eishockey Liga aktiv war. Anschließend spielte er ein Jahr für HIFK Helsinki in der SM-liiga, ehe er die Spielzeit 1999/2000 fast komplett wegen einer Verletzung ausfiel. Von 2000 bis 2002 war Borsato noch einmal in Deutschland aktiv, spielte zwei Saisons lang für die Nürnberg Ice Tigers, ehe er seine Karriere mit 37 Jahren beendete.

## Erfolge und Auszeichnungen
- 1988 ECAC Second All-Star Team
- 1988 NCAA East Second All-American Team
- 1996 Deutscher Vizemeister mit den Kölner Haien
- 1999 Finnischer Vizemeister mit HIFK Helsinki

### International
- 1995 Bronzemedaille bei der Weltmeisterschaft

## Karrierestatistik

### International
Vertrat Kanada bei:
- Weltmeisterschaft 1995

(Legende zur Spielerstatistik: Sp oder GP = absolvierte Spiele; T oder G = erzielte Tore; V oder A = erzielte Assists; Pkt oder Pts = erzielte Scorerpunkte; SM oder PIM = erhaltene Strafminuten; +/− = Plus/Minus-Bilanz; PP = erzielte Überzahltore; SH = erzielte Unterzahltore; GW = erzielte Siegtore; 1 Play-downs/Relegation; Kursiv: Statistik nicht vollständig)